# We will
『We will』（ウィーウィル）は日本のテレビアニメ『ぼっち・ざ・ろっく!』の作中に登場するバンド「結束バンド」による2枚目のミニアルバムである。2024年11月6日に発売された。
CD発売に先駆け、2024年9月6日に先行配信が行われた。

## 概要
『ぼっち・ざ・ろっく!』に登場する劇中バンド「結束バンド」は、主人公のリードギター・後藤ひとり、ドラムス・伊地知虹夏、ベース・山田リョウ、ギター/ボーカル・喜多郁代からなるバンド。各キャラクターの声はそれぞれ青山吉能、鈴代紗弓、水野朔、長谷川育美が演じた。
「少し未来の結束バンドのメンバーがそれぞれデモを持ち寄り作りあげた」というコンセプトで制作された。そのため、例えば山田リョウが歌う「惑う星」では、「リョウがヴァイオリンの経験があった」という原作の設定を踏まえて楽器にヴァイオリンが使用されるなど、アニメ化された範囲の結束バンドよりも「少し未来」の曲を意識して制作された。タイトルは2024年に開催された「結束バンド ZEPP TOUR 2024 “We will”」から取られている。
2024年の9月2日から9月5日にかけて楽曲の提供アーティストが4日連続で発表された（夢を束ねて→UNITE→惑う星→milky wayの順）。

## 評価

### チャート成績
| 集計期間                                | 順位（売上） | 順位（売上） | 順位（売上） |
| 集計期間                                | CDアルバム   | DLアルバム   | 合算アルバム |
| --------------------------------------- | ------------ | ------------ | ------------ |
| 1週目（9月2日 - 9月8日集計、9月16日付） | 発売前       | 1位          | 17位         |

2024年9月6日にデジタル先行配信が開始されると、Billboard JAPANダウンロード・アルバム・チャート、オリコンデジタルアルバムランキングでそれぞれ初登場1位を獲得。『結束バンド』、『結束バンドLIVE -恒星- at Zepp Haneda (TOKYO)』、『Re:結束バンド』に続き、結束バンドのアルバムとして4回目のデジタルアルバムランキング1位を達成した。

## 収録内容
| #         | タイトル       | 作詞       | 作曲               | 編曲      | 歌唱                   | 時間  |
| --------- | -------------- | ---------- | ------------------ | --------- | ---------------------- | ----- |
| 1.        | 「milky way」  | 石原慎也   | 石原慎也           | 三井律郎  | 喜多郁代（長谷川育美） | 3:32  |
| 2.        | 「惑う星」     | 大木伸夫   | 大木伸夫           | 三井律郎  | 山田リョウ（水野朔）   | 4:33  |
| 3.        | 「UNITE」      | GEN        | 04 Limited Sazabys | akkin     | 伊地知虹夏（鈴代紗弓） | 3:18  |
| 4.        | 「夢を束ねて」 | 佐藤千亜妃 | 佐藤千亜妃         | 三井律郎  | 後藤ひとり（青山吉能） | 5:02  |
| 合計時間: | 合計時間:      | 合計時間:  | 合計時間:          | 合計時間: | 合計時間:              | 16:25 |

## コメント
楽曲提供をした石原慎也、大木伸夫、GEN、佐藤千亜妃は以下のようなコメントをしている。 
| 「                     | 自分自身「ぼっち・ざ・ろっく!」か大好きで愛読しています。 好きな作品に関わる事ができるのが凄く嬉しくてキタちゃんの気持ちになって考える為に一から見直し、自分の書きたいものとキタちゃんの気持ちを照らし合わせて、メロディと歌詞を書きました。 ライブハウスは夢を見させてくれる所、これが終点じゃないという事が伝えたくて「星の連続駅」という表現をいれたり、キタちゃんらしい言葉を自然な感じで入れてみたり・・・・・・とにかくやりたい事全部詰めさせて頂きました! | 」 |
| —石原慎也（Saucy dog） | |    |

| 「                   | 音楽偏差値は高く、でも、サビは疾走感があるメロディアスな曲」という難しいオーダーでしたが、素晴らしいアレンジも加えて頂き、とても素敵な楽曲になったと思います。 下北沢という街は僕達ACIDMANにとっても、とても大切な場所であり、あの場所に下北沢ガレージというライブハウスがなかったら今の僕達はなかったと思います。 「ぼっち・ざ・ろっく!」にもそんな青春がたくさん詰まっていました。 少し未来の結束バンドとしての山田リョウさんの世界観を、僕なりに想像して作らせてもらいました。 どこまでも続いてゆく、彼女達が信じた青春の1ページになる事が出来たら幸いです。 | 」 |
| —大木伸夫（ACIDMAN） | |    |

| 「                              | UNITEの作調作曲をさせて頂きました。 思えば僕にとって楽曲提供というのは人生初めての経験です。 しかも大好きな「ぼっち・ざ・ろっく!」。 関われることを大変光栄に思います。 過去を乗り越え常に前を向き続ける虹夏ちゃんの感性を、疾走感溢れるメロディックソングに落とし込みました。 この曲で躍動する結束バンドを楽しみにしております。 | 」 |
| —GEN（04 Limited Sazabys B/vo） | |    |

| 「          | 結東バンドの後藤ひとりが歌う楽曲「夢を束ねて」の作詞作曲を担当させて頂きました。 "今より少し未来の後藤ひとりが作った曲"というオファーをいたたき制作していったのですが、本当に毎日、ぼっちちゃんのことを考える日々でした。 結束バンドは何を束ねるバンドなんだろう? その問いの答えが曲になっています。 "今までとこれから"に想いを馳せるぼっちちゃんの歌、楽しみにしていてください。 | 」 |
| —佐藤千亜妃 | |    |

## 演奏
- 長谷川育美：Vocal & Chorus (#1)
- 水野朔：Vocal & Chorus (#2)
- 鈴代紗弓：Vocal & Chorus (#3)
- 青山吉能：Vocal & Chorus (#4)
- 比田井修：Drums
- 高間有一：Bass
- 三井律郎、akkin：Guitar
- 吉田翔平：Violin

### 動画出典
1. ↑  【結束バンド】NEW EP「We will」 RELEASE MOVIE Part.1『夢を束ねて』／ぼっち・ざ・ろっく！ - YouTube
2. ↑  【結束バンド】NEW EP「We will」 RELEASE MOVIE Part.2『UNITE』／ぼっち・ざ・ろっく！ - YouTube
3. ↑  【結束バンド】NEW EP「We will」 RELEASE MOVIE Part.3『惑う星』／ぼっち・ざ・ろっく！ - YouTube
4. ↑  【結束バンド】NEW EP「We will」 RELEASE MOVIE Part.4『milky way』／ぼっち・ざ・ろっく！ - YouTube

## 外部サイト
- DISCOGRAPHY | 結束バンド OFFICIAL SITE